# Mistrzostwa Świata w Lekkoatletyce 1983 – bieg na 400 m przez płotki mężczyzn

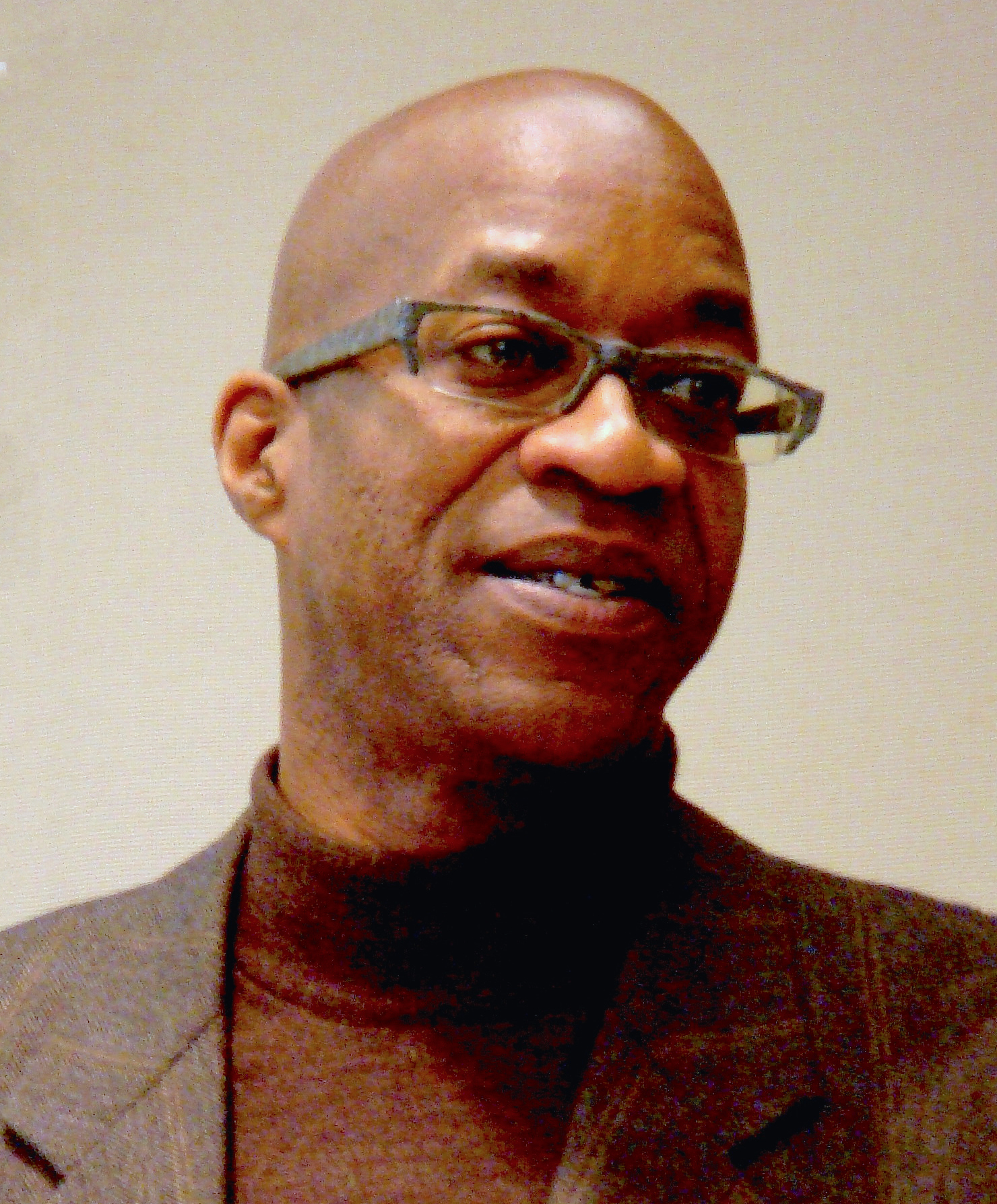
Mistrz świata Edwin Moses

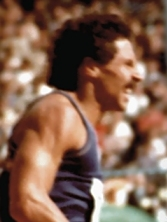
Wicemistrz świata Harald Schmid

Bieg na 400 metrów przez płotki mężczyzn – jedna z konkurencji biegowych rozgrywanych podczas lekkoatletycznych mistrzostw świata na Stadionie Olimpijskim w Helsinkach.

## Terminarz
| Data       |            |
| ---------- | ---------- |
| 7 sierpnia | Eliminacje |
| 8 sierpnia | Półfinały  |
| 9 sierpnia | Finał      |

## Rekordy
|               | Zawodnik    | Wynik | Miejsce  | Data              |
| ------------- | ----------- | ----- | -------- | ----------------- |
| Rekord świata | Edwin Moses | 47,13 | Mediolan | 3 lipca 1980(dts) |

## Wyniki

### Eliminacje
Rozegrano pięć biegów eliminacyjne. Z każdego biegu dwóch najlepszych zawodników automatycznie awansowało do półfinałów (Q). Skład półfinalistów uzupełniło sześciu najszybszych płotkarzy spośród pozostałych (q).

### Bieg 1
| Poz. | Imię i nazwisko    | Reprezentacja     | Wynik | Uwagi |
| ---- | ------------------ | ----------------- | ----- | ----- |
| 1    | André Phillips     | Stany Zjednoczone | 50,44 | Q     |
| 2    | Rik Tommelein      | Belgia            | 50,99 | Q     |
| 3    | Gary Oakes         | Wielka Brytania   | 51,23 |       |
| 4    | Ian Newhouse       | Kanada            | 51,45 |       |
| 5    | Meshak Munyoro     | Kenia             | 53,25 |       |
| 6    | Paiwa Bogela       | Papua-Nowa Gwinea | 54,68 |       |
| –    | Aleksandr Jacewicz | ZSRR              | DNF   |       |

### Bieg 2
| Poz. | Imię i nazwisko   | Reprezentacja  | Wynik | Uwagi |
| ---- | ----------------- | -------------- | ----- | ----- |
| 1    | Aleksandr Charłow | ZSRR           | 50,12 | Q     |
| 2    | Sven Nylander     | Szwecja        | 50,23 | Q     |
| 3    | José Alonso       | Hiszpania      | 50,53 | q     |
| 4    | Vladislav Pecen   | Czechosłowacja | 50,86 |       |
| 5    | István Takács     | Węgry          | 50,97 |       |
|      | Peter Rwamuhanda  | Uganda         | 50,99 |       |

### Bieg 3
| Poz. | Imię i nazwisko       | Reprezentacja     | Wynik | Uwagi |
| ---- | --------------------- | ----------------- | ----- | ----- |
| 1    | David Lee             | Stany Zjednoczone | 50,15 | Q     |
| 2    | Toma Tomow            | Bułgaria          | 50,39 | Q     |
| 3    | Karl Smith            | Jamajka           | 50,64 | q     |
| 4    | Thomas Futterknecht   | Austria           | 50,68 |       |
| 5    | Antônio Dias Ferreira | Brazylia          | 50,76 |       |
| 6    | Stephen Sole          | Wielka Brytania   | 51,90 |       |
| 7    | Ahmed Ghanem          | Egipt             | 52,32 |       |

### Bieg 4
| Poz. | Imię i nazwisko  | Reprezentacja     | Wynik  | Uwagi |
| ---- | ---------------- | ----------------- | ------ | ----- |
| 1    | Edwin Moses      | Stany Zjednoczone | 49,54  | Q     |
| 2    | Daniel Ogidi     | Nigeria           | '50,44 | Q     |
| 3    | Amadou Dia Ba    | Senegal           | 50,59  | q     |
| 4    | Krasimir Demirew | Bułgaria          | 50,62  | q     |
| 5    | Greg Rolle       | Bahamy            | 50,92  |       |
| 6    | Rok Kopitar      | Jugosławia        | 52,34  |       |
| –    | Carlos Azulay    | Hiszpania         | DQ     |       |

### Bieg 5
| Poz. | Imię i nazwisko   | Reprezentacja | Wynik | Uwagi |
| ---- | ----------------- | ------------- | ----- | ----- |
| 1    | Harald Schmid     | RFN           | 49,99 | Q     |
| 2    | Ryszard Szparak   | Polska        | 50,09 | Q     |
| 3    | Franz Meier       | Szwajcaria    | 50,09 | q     |
| 4    | Ahmed Hamada      | Bahrajn       | 50,63 | q     |
| 5    | Petter Hesselberg | Norwegia      | 51,67 |       |
| 6    | Jeorjos Wamwakas  | Grecja        | 51,92 |       |
| 7    | David Charlton    | Bahamy        | 52,02 |       |

### Półfinały
Rozegrano dwa biegi półfinałowe. Z każdego biegu czterech najlepszych zawodników awansowało do finału (Q).

### Bieg 1
| Poz. | Imię i nazwisko   | Reprezentacja     | Wynik | Uwagi |
| ---- | ----------------- | ----------------- | ----- | ----- |
| 1    | Edwin Moses       | Stany Zjednoczone | 48,11 | Q     |
| 2    | André Phillips    | Stany Zjednoczone | 48,99 | Q     |
| 3    | Amadou Dia Ba     | Senegal           | 49,18 | Q     |
| 4    | Aleksandr Charłow | ZSRR              | 49,75 | Q     |
| 5    | Ahmed Hamada      | Bahrajn           | 50,04 |       |
| 6    | Franz Meier       | Szwajcaria        | 50,31 |       |
| 7    | Rik Tommelein     | Belgia            | 50,54 |       |
| –    | Toma Tomow        | Bułgaria          | DNS   |       |

### Bieg 2
| Poz. | Imię i nazwisko  | Reprezentacja     | Wynik  | Uwagi |
| ---- | ---------------- | ----------------- | ------ | ----- |
| 1    | Harald Schmid    | RFN               | 48,57  | Q     |
| 2    | David Lee        | Stany Zjednoczone | 48,63  | Q     |
| 3    | Ryszard Szparak  | Polska            | 49,17  | Q,    |
| 4    | Sven Nylander    | Szwecja           | 49,18  | Q     |
| 5    | Daniel Ogidi     | Nigeria           | '49,51 |       |
| 6    | José Alonso      | Hiszpania         | 49,91  |       |
| 7    | Karl Smith       | Jamajka           | 49,99  |       |
| 8    | Krasimir Demirew | Bułgaria          | 50,91  |       |

### Finał
| Poz. | Imię i nazwisko   | Reprezentacja     | Wynik |
| ---- | ----------------- | ----------------- | ----- |
| 1    | Edwin Moses       | Stany Zjednoczone | 47,50 |
| 2    | Harald Schmid     | RFN               | 48,61 |
| 3    | Aleksandr Charłow | ZSRR              | 49,03 |
| 4    | Sven Nylander     | Szwecja           | 49,06 |
| 5    | André Phillips    | Stany Zjednoczone | 49,24 |
| 6    | David Lee         | Stany Zjednoczone | 49,32 |
| 7    | Amadou Dia Ba     | Senegal           | 49,61 |
| 8    | Ryszard Szparak   | Polska            | 49,78 |